# West Monroe (Louisiana)
West Monroe és una població dels Estats Units a l'estat de Louisiana. Segons el cens del 2000 tenia 13.250 habitants.

## Demografia
Segons el cens del 2000, West Monroe tenia 13.250 habitants, 5.734 habitatges, i 3.457 famílies. La densitat de població era de 662,7 habitants/km².
Dels 5.734 habitatges en un 26,7% hi vivien nens de menys de 18 anys, en un 38,5% hi vivien parelles casades, en un 17,8% dones solteres, i en un 39,7% no eren unitats familiars. En el 34,5% dels habitatges hi vivien persones soles el 14% de les quals corresponia a persones de 65 anys o més que vivien soles. El nombre mitjà de persones vivint en cada habitatge era de 2,25 i el nombre mitjà de persones que vivien en cada família era de 2,9.
Per edats la població es repartia de la següent manera: un 23,8% tenia menys de 18 anys, un 10,9% entre 18 i 24, un 26,9% entre 25 i 44, un 20,2% de 45 a 60 i un 18,3% 65 anys o més.
L'edat mediana era de 36 anys. Per cada 100 dones de 18 o més anys hi havia 79,6 homes.
La renda mediana per habitatge era de 27.522 $ i la renda mediana per família de 35.348 $. Els homes tenien una renda mediana de 28.231 $ mentre que les dones 22.533$. La renda per capita de la població era de 16.803 $. Entorn del 15,6% de les famílies i el 21,6% de la població estaven per davall del llindar de pobresa.

## Poblacions properes
El següent diagrama mostra les poblacions més properes.